# ۱۳۷۰ (خورشیدی)
سال ۱۳۷۰ هجری خورشیدی، سالی کبیسه است.
سرآغاز آن پنج شنبه ۱ فروردین ۱۳۷۰ خورشیدی برابر با ۲۱ مارس ۱۹۹۱ میلادی (مطابق ۴ رمضان ۱۴۱۱ قمری قراردادی) و لحظهٔ تحویل آن، ساعت ۰۶:۳۲:۰۴ روز پنج شنبه ۱ فروردین ۱۳۷۰ خورشیدی برابر با ۲۱ مارس ۱۹۹۱ میلادی (مطابق ۴ رمضان ۱۴۱۱ قمری قراردادی) به وقت ایران بود.

## نام‌گذاری‌ها
- این سال در گاه‌شماری حیوانی سال گوسفند یا بز  است.

## رویدادها
- افول کمونیسم و پایان جنگ سرد.
- ۲۲ خرداد - یلتسین رئیس‌جمهور روسیه شد.
- ۱۸ اردیبهشت - تصویب قانون تشکیل منطقه آزاد تجاری-صنعتی چابهار در بندر راهبردی و اقیانوسی چابهار.
- ۷ مرداد - دومین قهرمانی استقلال تهران  در جام باشگاه‌های آسیا.
- ۱۵ مرداد - ترور شاپور بختیار نخست وزیر پیشین پهلوی و منشی اش سروش کتیبه در پاریس.[۱]
- ۵ دی - فروپاشی اتحاد جماهیر شوروی و استقلال ۱۵ کشور در آسیای میانه، قفقاز و اروپای شرقی.

## زادروزها

### فروردین

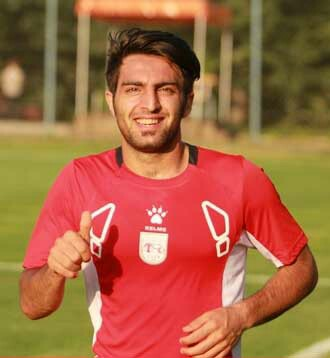
سامان نریمان جهان

- ۴ فروردین - سعید شیرود قربانی، والیبالیست
- ۱۲ فروردین - آیدین سیارسریع، نویسنده
- ۱۳ فروردین - مسعود غلامی، والیبالیست
- ۲۳ فروردین - مسعود حسن‌زاده، فوتبالیست
- ۲۴ فروردین - سامان عبدولی، کشتی‌گیر فرنگی کار
- ۲۷ فروردین - نیلوفر پارسا، بازیگر
- ۲۹ فروردین - سامان نریمان جهان، فوتبالیست

### اردیبهشت

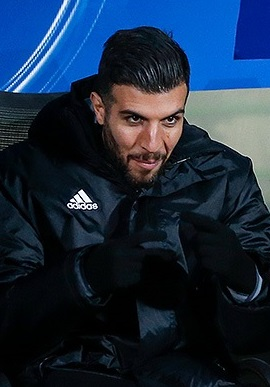
محمدرضا خانزاده

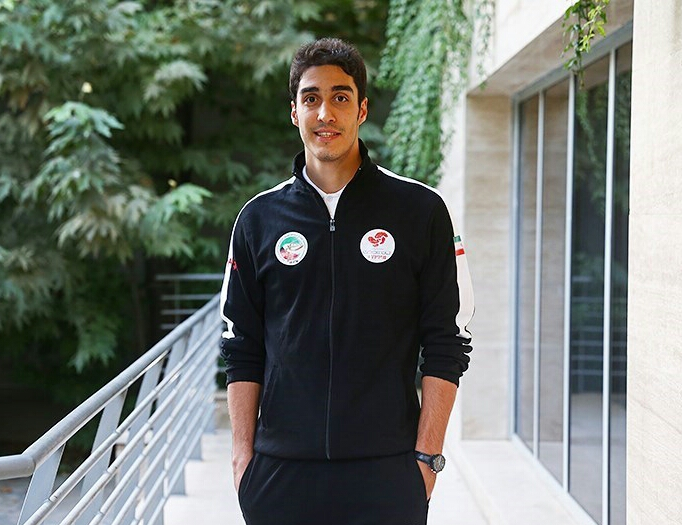
مهدی خدابخشی

- ۱ اردیبهشت - مهدی خدابخشی، تکواندوکار
- ۱۱ اردیبهشت - حمیرا برزگر، قایقران
- ۱۴ اردیبهشت - ساسان انصاری، فوتبالیست
- ۱۹ اردیبهشت - کوروش ملکی، فوتبالیست
- ۲۱ اردیبهشت - محمدرضا خانزاده، فوتبالیست

### خرداد
- ۹ خرداد - سونیا گماری، قایقران

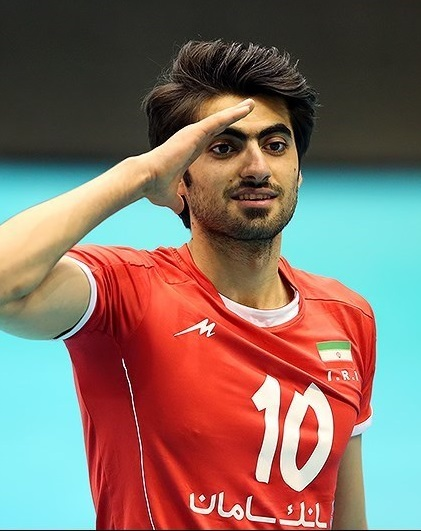
امیر غفور

- ۱۰ خرداد - مهدی جمالی، بازیکن فوتبال هفت نفره
- ۱۶ خرداد - امیر غفور، والیبالیست
- ۲۲ خرداد - سمانه بیرامی باهر، اسکی باز
- ۲۳ خرداد - حامد برادران، خواننده و آهنگساز
- ۲۶ خرداد - امین جهان‌عالیان، فوتبالیست
- ۲۶ خرداد - محمد کامرانی، از کشته شدگان تظاهرات‌ها و اعتراض‌های مردمی پس از انتخابات در ایران (مرگ ۱۳۸۸)
- ۲۷ خرداد - نوید نیکتاش، بسکتبالیست

### تیر
- ۲۴ تیر - زینب کبری موسوی، ورزشکار یخ نورد

### مرداد

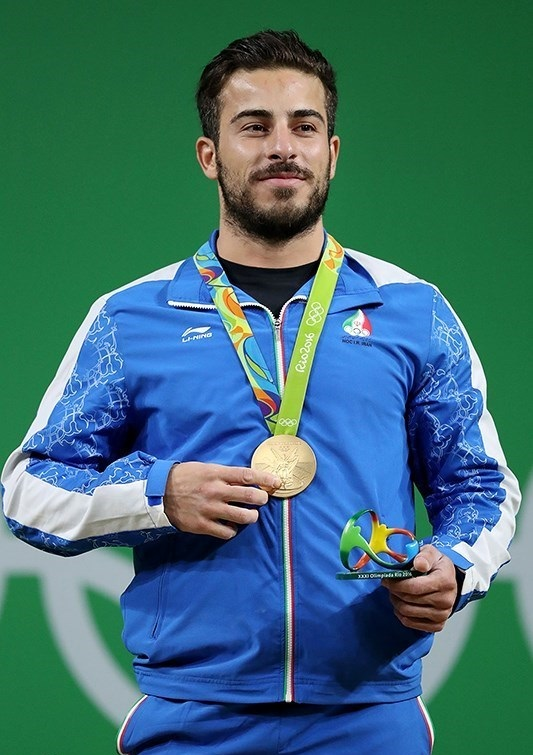
کیانوش رستمی

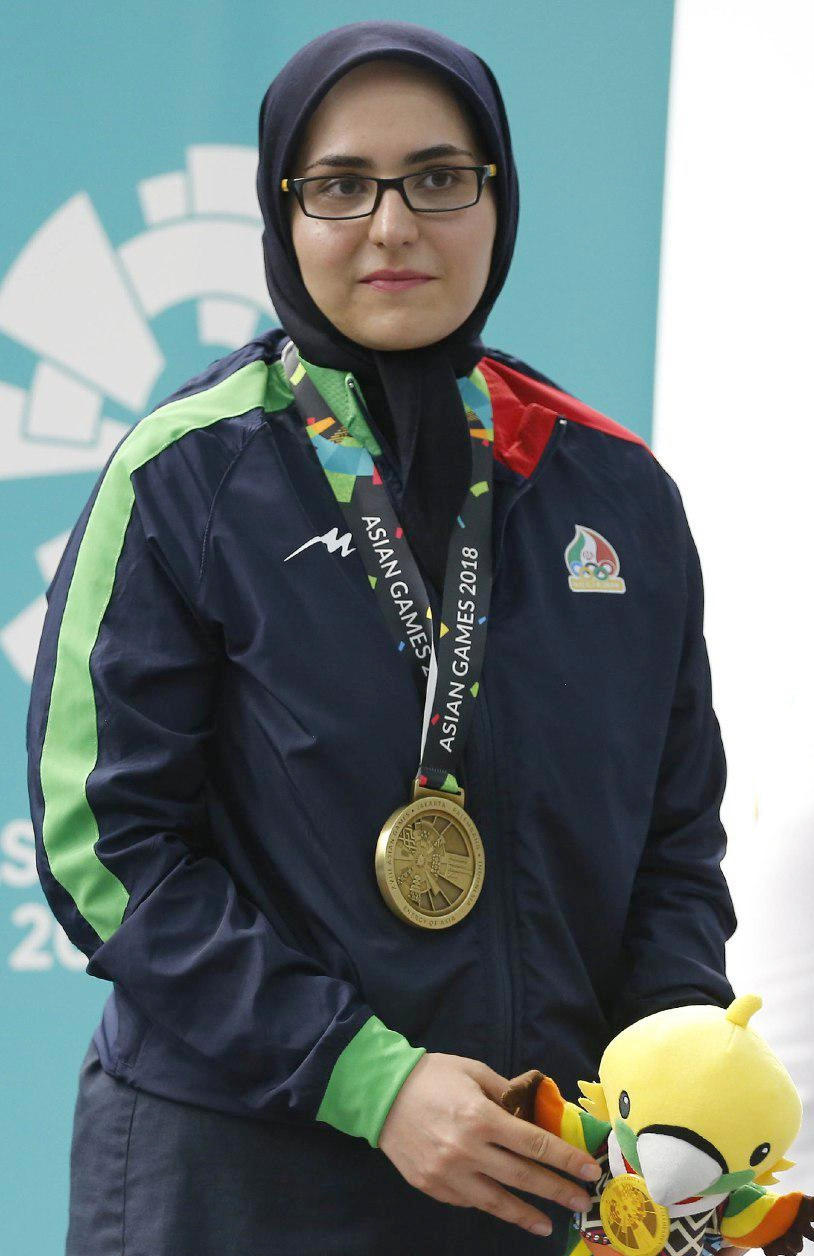
مه‌لقا جام‌بزرگ

- ۱ مرداد - کیانوش رستمی، وزنه‌بردار
- ۸ مرداد - محمد جمشیدی، بسکتبالیست
- ۱۵ مرداد - سارا شیربیگی، فوتسالیست
- ۱۶ مرداد - محمود شفیعی، فوتبالیست
- ۲۴ مرداد - مه‌لقا جام‌بزرگ، تیرانداز

### شهریور

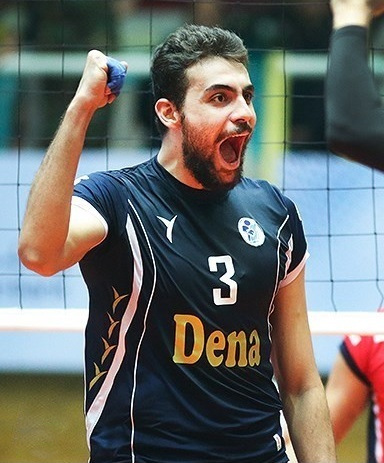
سامان فائزی

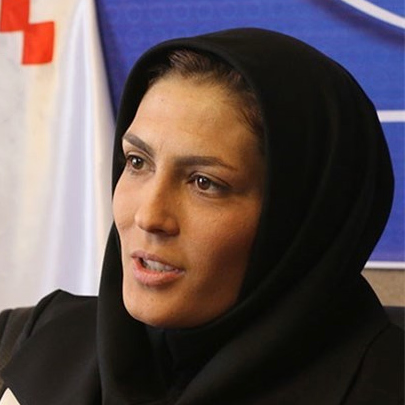
الهه منصوریان

- ۱ شهریور - سامان فائزی، والیبالیست
- ۵ شهریور - المیرا دهقانی، بازیگر تئاتر
- ۸ شهریور - محمد شجری، فوتسالیست
- ۹ شهریور - یعقوب کریمی، فوتبالیست
- ۳۰ شهریور - الهه منصوریان، ووشوکار

### مهر
- ۱ مهر - محمد انصاری، فوتبالیست
- ۹ مهر - دیبا زاهدی، بازیگر

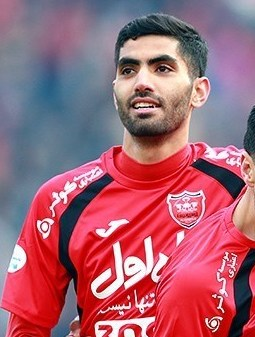
محمد انصاری

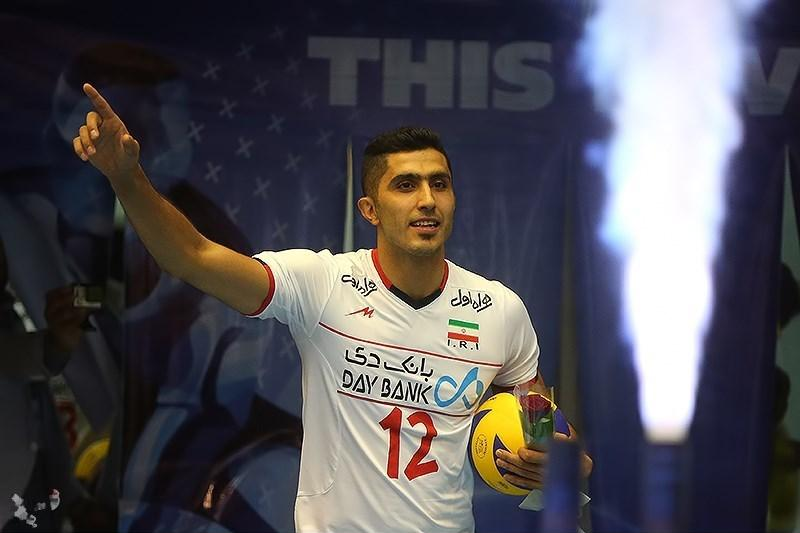
مجتبی میرزاجانپور

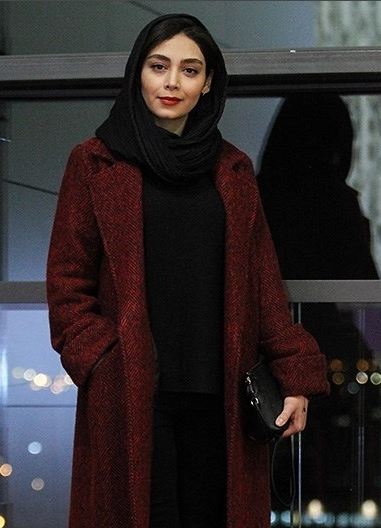
دیبا زاهدی

- ۱۵ مهر - مجتبی میرزاجانپور، والیبالیست
- ۲۰ مهر - ابراهیم صالحی، فوتبالیست

### آبان
- ۹ آبان - حامد پاکدل، فوتبالیست

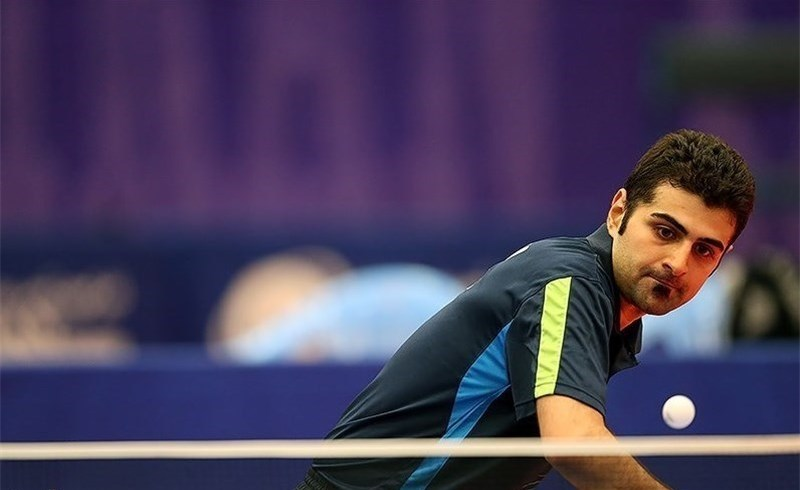
نوشاد عالمیان

- ۲۳ آبان - امیر محمدی، کشتی‌گیر آزادکار
- ۳۰ آبان - نوشاد عالمیان، بازیکن تنیس روی میز

### آذر
- ۳ آذر - رؤیا صفوی، اسکیت باز
- ۹ آذر - مهدی زبیدی، فوتبالیست

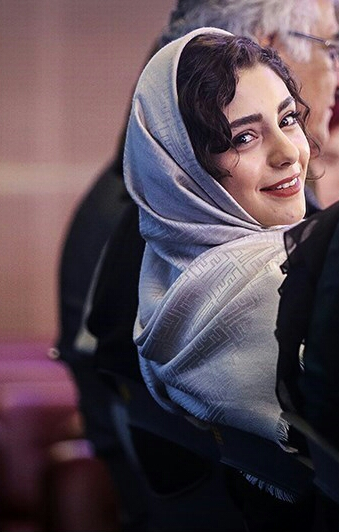
هستی مهدوی‌فر

- ۱۵ آذر - محمود قائد رحمتی، فوتبالیست
- ۲۱ آذر - هستی مهدوی‌فر، بازیگر
- ۲۲ آذر - محمد رهبری، شمشیرباز
- ۲۸ آذر - سجاد غریبی، ورزشکار پاورلیفتینگ و معروف به هرکول ایرانی
- ۳۰ آذر - بهمن عسگری، کاراته کار

### دی
- ۵ دی - سعید ملایی، جودوکار

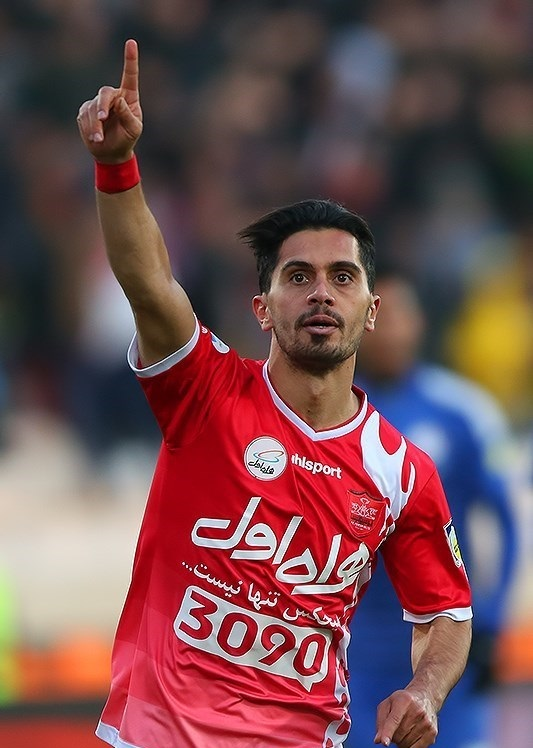
امید عالیشاه

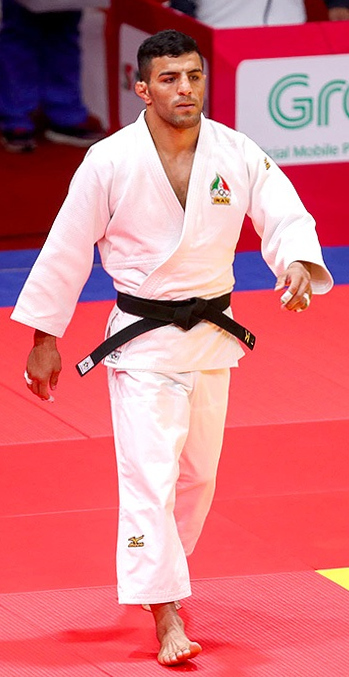
سعید ملایی

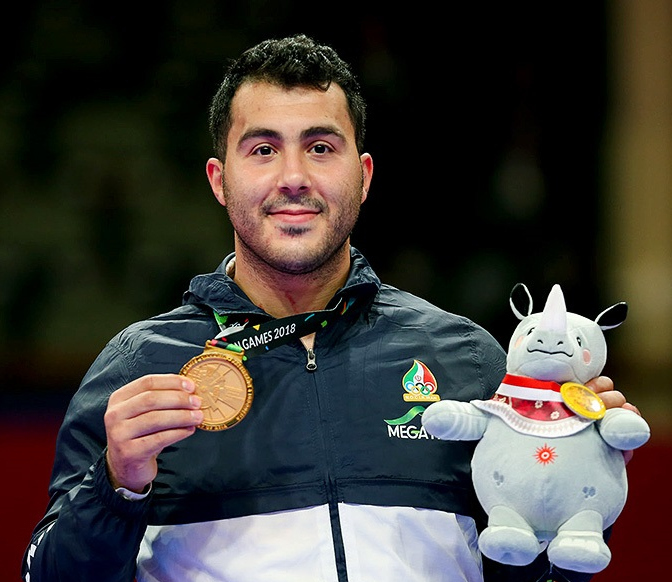
سجاد گنج‌زاده

- ۱۱ دی - محمدحسین محمدیان، کشتی‌گیر آزادکار
- ۱۴ دی - سجاد گنج‌زاده، کاراته کار
- ۱۷ دی - شکرانه ایزدی، تکواندو کار
- ۲۰ دی - امید عالیشاه، فوتبالیست
- ۲۲دی - رضا بهرام، خواننده
- ۲۴ دی - محیا دهقانی، بازیگر
- ۲۹ دی - علی بختیاری، ووشوکار

### بهمن
- ۱ بهمن - حمید هیراد، خواننده
- ۲ بهمن - پوریا نوروزیان، تیرانداز
- ۷ بهمن - سام چگینی، گرافیست، تدوین گر و عروسک گردان
- ۸ بهمن - نازنین ملائی، قایقران
- ۹ بهمن - پژمان قلعه‌نویی، پرتابگر جکش
- ۱۳ بهمن - ایمان باصفا، فوتبالیست
- ۲۹ بهمن - مهدی احمدوند، خواننده

### اسفند
- اسفند - امین ماهر، بازیگر
- ۱ اسفند - میلاد غریبی، فوتبالیست
- ۵ اسفند - بهزاد لیتو، رپر
- ۶ اسفند - سپیده تیموری، اسکیت باز

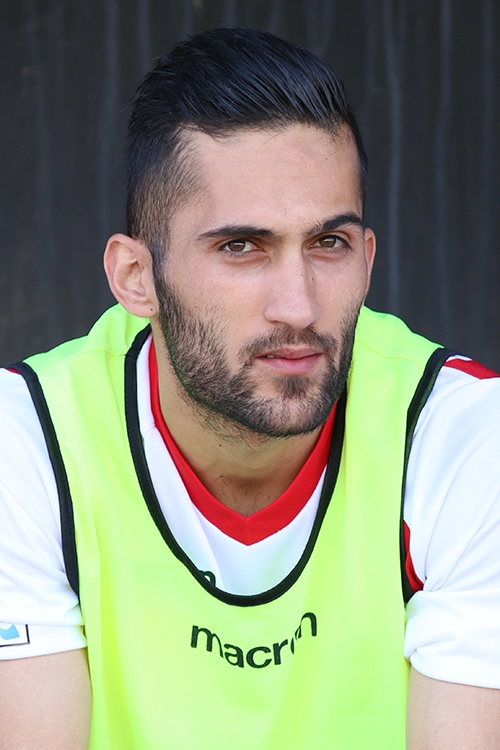
پیام صادقیان

- ۱۰ اسفند - پیام صادقیان، فوتبالیست
- ۱۴ اسفند - زهرا قنبری، فوتبالیست
- ۱۸ اسفند - علی گودرزی، فوتبالیست
- ۱۸ اسفند - محمد ناصریراد، مستندساز

## درگذشت‌ها

### فروردین

عبدالرحمان برومند

- ۱ فروردین - علی دریابیگی، کارگردان (زاده ۱۲۸۲)
- ۲۹ فروردین - عبدالرحمان برومند، فعال سیاسی و عضو نهضت مقاومت ملی ایران و از کشته شدگان قتل‌های زنجیره‌ای ایران (زاده ۱۳۰۶)

### اردیبهشت

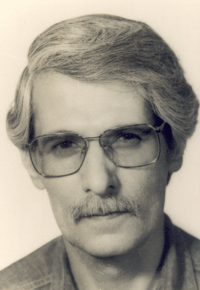
مهرداد اوستا

- ۱۴ اردیبهشت - سپهبد نادر باتمانقلیچ، سیاستمدار، نظامی و از چهره‌های تأثیرگذار در کودتای ۲۸ مرداد (زاده ۱۲۸۲)
- ۱۷ اردیبهشت - مهرداد اوستا، نویسنده و شاعر (زاده ۱۳۰۸)

### خرداد

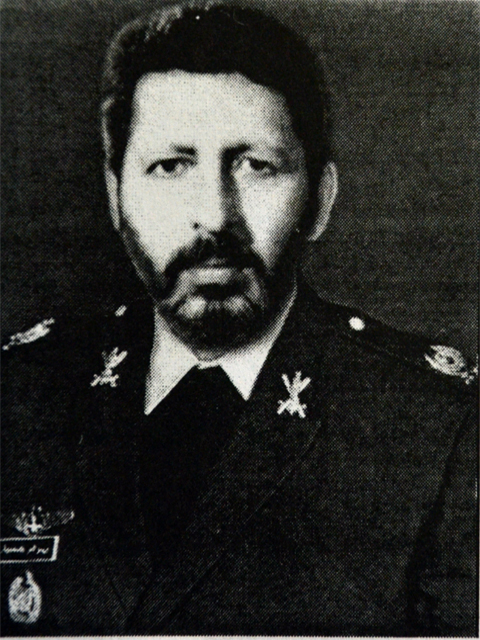
بهرام هوشیار

- خرداد - امیرحسین جهانبگلو، مترجم و اقتصاددان (زاده ۱۳۰۲)
- خرداد - سرلشکر بهرام هوشیار، نظامی و از فرماندهان جنگ ایران و عراق (زاده ۱۳۱۷)

### تیر

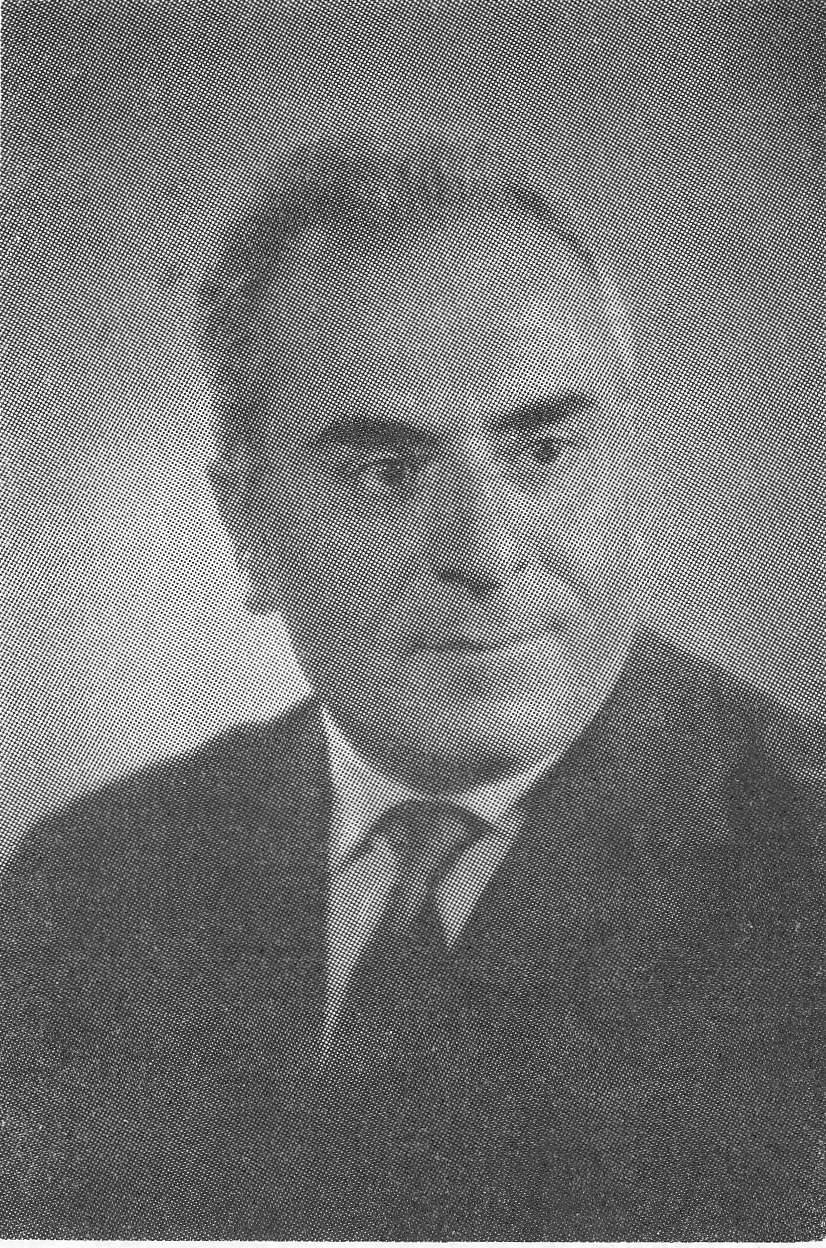
سورن آساطوریان

- تیر - آبراهام گورگنیان، نقاش ایرانی ارمنی‌تبار (زاده ۱۲۸۷)
- تیر - سورن آساطوریان، نویسنده ایرانی ارمنی‌تبار (زاده ۱۲۹۵)
- ۲۹ تیر - ایرج جهانشاهی، نویسنده (زاده ۱۳۰۵)

### مرداد

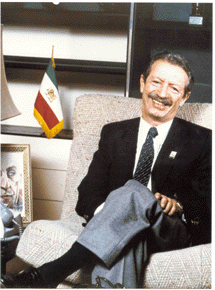
شاپور بختیار

- ۱۵ مرداد - شاپور بختیار، هفتاد و سومین نخست‌وزیر ایران، دبیرکل حزب ایران، عضو جبهه ملی ایران و بنیانگذار نهضت مقاومت ملی ایران و از کشته شدگان قتل‌های زنجیره‌ای ایران (زاده ۱۲۹۳)
- ۲۱ مرداد - نیر سعیدی، نویسنده، روزنامه‌نگار و مترجم (زاده ۱۲۹۹)

### شهریور

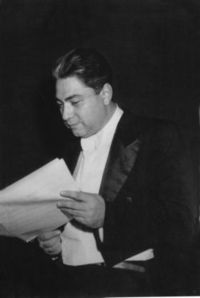
روبن گریگوریان

- شهریور - روبن گریگوریان، آهنگساز و رهبر ارکستر (زاده ۱۲۹۴)
- شهریور - فرشید فرشود، بازیگر (زاده ۱۳۲۴)
- ۲۷ شهریور، ایرج ناظریان، دوبلور (زاده ۱۳۱۴)

### مهر
- مهر - محمدعلی بندانی، بازیگر و تهیه‌کننده (زاده ۱۳۰۶)
- ۱۰ مهر - عزت‌الله وثوق، بازیگر (زاده ۱۲۹۳)
- ۱۹ مهر - حسین شیخ، نقاش (زاده ۱۲۸۹)

### آبان

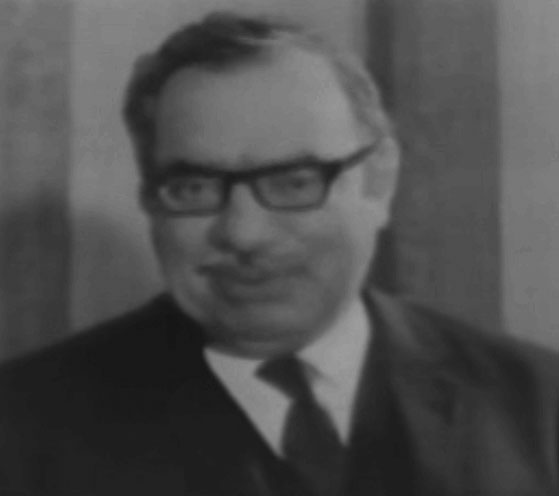
هوشنگ بهشتی

- ۱۰ آبان - هوشنگ بهشتی، بازیگر (زاده ۱۳۰۲)
- ۱۵ آبان - عطاءالله زاهد، بازیگر (زاده ۱۲۹۴)
- ۲۰ آبان - منوچهر شیبانی، شاعر و نقاش (زاده ۱۳۰۳)
- ۳۰ آبان - سبکتکین سالور، مقاله‌نویس و از شاهزادگان قاجاریان (زاده ۱۳۰۲)

### آذر

سید ابوالفضل برقعی

- آذر - سید ابوالفضل برقعی، روحانی و از کشته شدگان قتل‌های زنجیره‌ای ایران (زاده ۱۲۸۷)
- آذر - کریم ورهرام، سیاستمدار (زاده ۱۲۸۸)

### دی

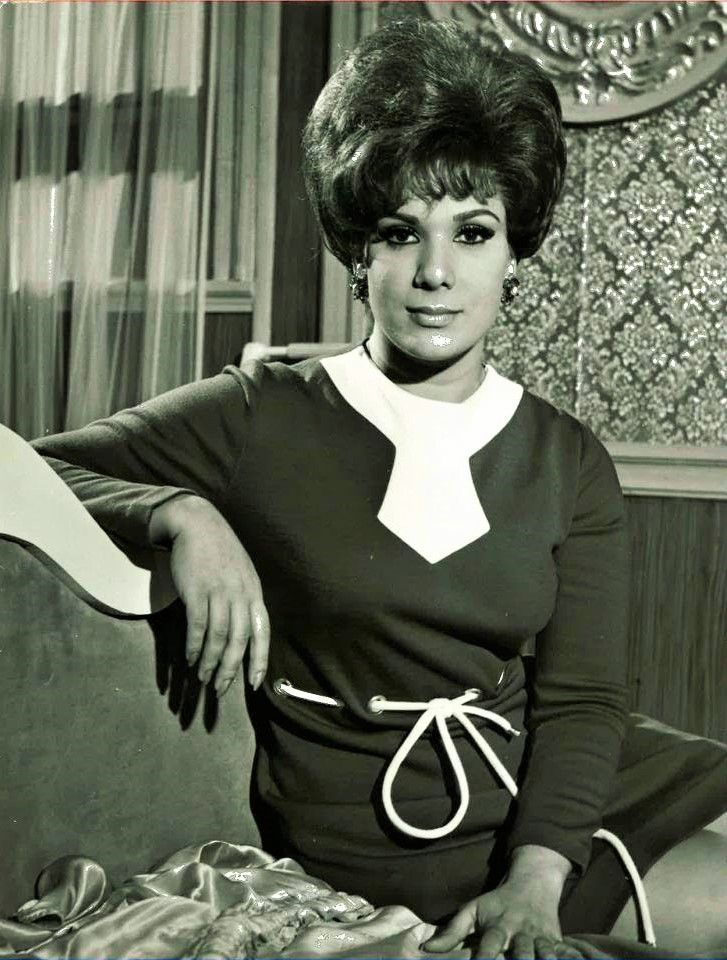
شهین

- دی - تونی آمادونی، بازیگر ایرانی ارمنی‌تبار (زاده ۱۳۰۰)
- دی - شهین، بازیگر و خواننده (زاده ۱۳۱۸)
- ۲۹ دی - محمود فروغی، دیپلمات و فرزند محمدعلی فروغی (زاده ۱۲۹۰)

### بهمن

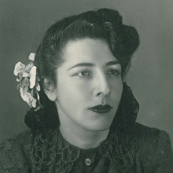
ایران تیمورتاش

- بهمن - ایران تیمورتاش، شاعر و دختر عبدالحسین تیمورتاش (زاده ۱۲۹۵)
- بهمن - عزیز دانش راد، از رهبران یهودیان ایران (زاده ۱۲۹۹)

### اسفند

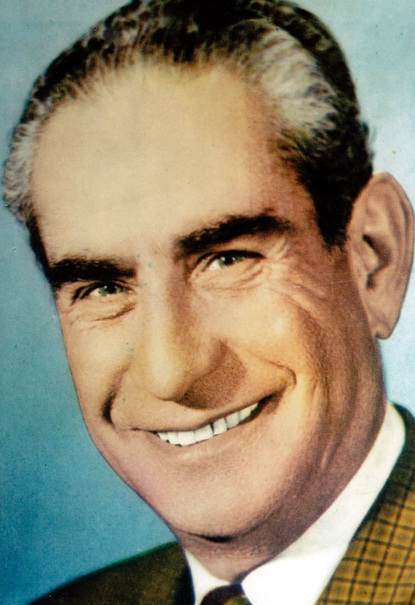
تقی ظهوری

- ۹ اسفند - تقی ظهوری، بازیگر (زاده ۱۲۹۱)
- ۲۴ اسفند - حسین امیرفضلی، بازیگر و پدر ارژنگ امیرفضلی (زاده ۱۲۹۹)